# Francis Wilson
Pour les articles homonymes, voir Francis Wilson (homonymie) et Wilson.
 (octobre 2012).
Francis Wilson, né le 10 juin 1935 aux États-Unis dans le Michigan, est artiste plasticien.

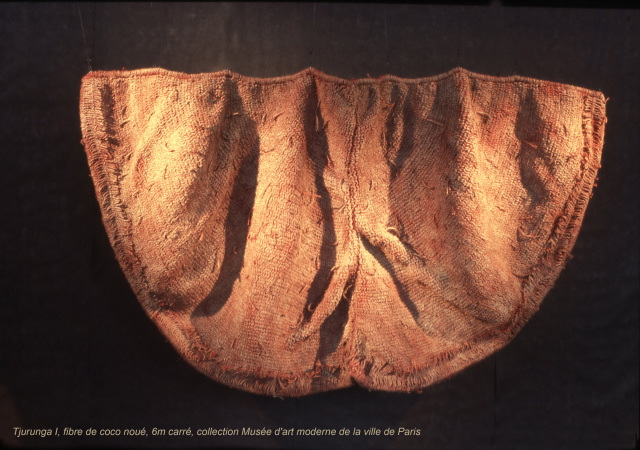
Tjurunga I, collection du Musée d'art moderne de la ville de Paris

## Biographie
Francis Wilson obtient un B.A. de zoologie à l'Université de Michigan en 1957 et part vivre à New York. En 1965 il quitte New York pour voyager en Grèce, en Turquie et en France. Il finit par s'installer à Paris (en 1966) et en Provence (à partir de 1973), continuant à partager son temps entre ces deux régions. Il passe une maîtrise de linguistique appliquée à l'Université de Paris VII en 1974. Il commence à travailler dans l'art textile au début des années 1970. 

## Œuvres textiles
Ses premières œuvres sont des structures en fibres de coco nouées : les grandes pièces sont exposées  pour la première fois en 1979 au Musée de la Tapisserie d'Aix-en-Provence, dans l'exposition « Tapisseries et structures textiles », ainsi qu'à L'ELAC de Lyon, dans l'exposition « Espace et Matières - cinq artistes contemporains » et à la  Biennale Internationale de la Tapisserie de Lausanne, en 1981.  Les petites pièces participent aux expositions du Musée des arts décoratifs de Paris (1980), à la 4e Exposition Internationale de Textiles Miniatures de Londres (1980) et au Musée des arts décoratifs de Lausanne.
La pièce Memories of a Santacruzian Spring qui est exposée à Lausanne est composée de trois panneaux de 2 m × 2 m, en fibres nouées, peints en noir. Chacun des trois panneaux est recouvert d'une toile peinte : le premier en rouge, le deuxième en bleu, et le troisième en vert. La toile couvrant les panneaux noués a été frottée jusqu'à l'usure pour révéler la structure nouée en dessous.  Cette pièce et les pièces similaires de la même époque (bag paintings) sont une transition entre le travail textile et le travail de peinture qui va préoccuper de plus en plus Francis Wilson à partir du début des années 1980.
« La série monumentale, Chalunga, (1982) est composée de hautes formes dans l'espace. Énigmatiques, mystérieuses, ni humaines, ni animales, par leur puissance elles dominent l'espace dans lequel elles sont confinées. Francis Wilson atteint une forme d'expression dans laquelle le tissu et le pigment, la couture et la peinture créent la forme. Abstraites et vigoureuses, ces soft voûtes en trois dimensions sont des œuvres d'art puissantes. » Extrait du livre Whole Cloth [source insuffisante] de  Mildred Constantine et Laurel Reuter

## Œuvres peintes
Wilson utilise la peinture acrylique aussi bien sur toile libre que sur toile tendue sur châssis. Ses premières œuvres peintes étaient faites sur une toile de coton légère cousue grossièrement en bandes horizontales, créant des plis irréguliers entre les bandes. La toile était ensuite peinte en couleurs vives par une succession de touches rapides appliquées verticalement. Le plus souvent ces toiles étaient carrées ou rectangulaires mais parfois ovales ou rondes. Beaucoup de ces toiles ont été exposées dans une exposition personnelle à la Galerie Nationale de la Tapisserie et d'Art Textile de Beauvais (2) et, à cette occasion, la revue Textile Art  a édité un catalogue. Ces œuvres ont aussi été présentées au Centre Pablo Néruda, à la Galerie la Main à Bruxelles et à la Galerie Pédjeshof en Hollande. Trois de ces pièces font partie de la collection permanente du North Dakota Museum of Art. Les œuvres peintes sur châssis ont été exposées à la Galerie Keller à Paris et au Japon.

## Dessins
Parallèlement  à ses œuvres textiles et à sa peinture, Francis Wilson a toujours pratiqué le dessin. La plupart des dessins sont de petits formats sur papier calque, réalisés à la mine de plomb ou aux crayons de couleurs. Ces dessins ont été exposés à Paris, à la Galerie Keller et au Musée des arts décoratifs de Paris, à la Galerie Pedjéshof en Hollande et ils figurent dans le Fonds national d'art contemporain, en France.
« A chacun des moments de son travail artistique, Francis Wilson dessine. Les dessins sur papier sont aussi libres que les travaux sur toile.  Ils constituent une activité autonome et ne sont jamais une préparation à la peinture.  Ils ne renvoient qu'à eux-mêmes.  Les travaux du crayon et ceux du pinceau sont parallèles. L'acte de peindre intéresse Francis Wilson au moins autant que le résultat…. Il souhaite que le spectateur puisse en quelque sorte imaginer cet acte …à partir de l’œuvre. L’œuvre serait ouverte sur les gestes qui lui ont donné naissance. Elle se voudrait loin des démonstrations et théories et proche de la poésie. » (Gilbert Lascault)[source insuffisante]

## Collections
- Musée d'art moderne de la ville de Paris, France
- Fonds National d'Art Contemporain, France
- Musée des arts décoratifs de Paris, France
- North Dakota Museum of Art, North Dakota, États-Unis
- La Société Raychem, France
- La Société Océ, Belgique
- La Patricia R. Clark Collection, Iowa City, Iowa, États-Unis
- Musée Jean-Lurçat et de la tapisserie contemporaine (donation en 2020)